# 森本角蔵
森本 角蔵（もりもと かくぞう、1883年（明治16年）2月27日 - 1953年（昭和28年）3月9日）は、日本の漢学者・教育者。

## 経歴
鳥取県出身。鳥取県師範学校を経て、1911年（明治44年）に東京高等師範学校を卒業し、翌年に同研究科を卒業した。同年、東京高等師範学校助教諭となり、教諭、助教授・附属中学校理事を経て、1927年（昭和2年）に教授・幹事となった。のち附属中学校主事を兼ねた。
その後、実践女子大学教授を務めた。

## 著作
- 『四書索引』（経書索引刊行所、1921年）
- 『鮮満支那ところどころ 雲烟過眼日記』（目黒書店、1926年）
- 『日本年号大観』（目黒書店、1933年）
- 『五経索引』（目黒書店、1944年）
- 『桐蔭間語』（目黒書店、1949年）